# Ligne 7 du tramway de Riga

La ligne 7 du tramway de Riga (en letton : 7. tramvaju maršruts) est une ligne du tramway de Riga en Lettonie.

## Présentation
La ligne de tramway 7, créée en combinant la ligne 5 d'avant-guerre et la route 15 d'après-guerre, est une ligne de tramway des transports publics de Riga qui va de la rue Ausekļa iela  au centre de Riga jusqu’à Ķengarags dans la banlieue de Latgale.
La longueur totale de la ligne 7 du tramway est de 18,595 km.
La longueur totale du parcours dans le sens Ausekļa iela - Ķengarags est de 9,371 km, tandis que la longueur dans le sens Ķengarags - Ausekļa iela est de 9,224 km.
Neuf rames circulent sur la ligne 7 de tramway en semaine et quatre rames les fins de semaine.
La ligne 7 de tramway est desservie par le 3ème dépôt de tramway du RP SIA Rīgas satiksme.

## Parcours
Dans le sens Ausekļa iela — Ķengarags les rames empruntent les rues: Kronvalda bulvāris, K. Valdemāra iela, Z. A. Meierovica bulvāris, Aspazijas bulvāris, 13. janvāra iela, Prāgas iela, Centrāltirgus iela, Maskavas iela, Mazā Krasta iela, Īsā iela et Maskavas iela.
Dans le sens Ķengarags — Ausekļa iela les rames empruntent les rues: Maskavas iela, Īsā iela, Mazā Krasta iela, Maskavas iela, Centrāltirgus iela, Prāgas iela, 13. janvāra iela, Aspazijas bulvāris, Z. A. Meierovica bulvāris, K. Valdemāra iela et Kronvalda bulvāris.

## Arrêts
La ligne 7 du tramway compte au total 38 arrêts. Dans la direction Ausekļa iela — Ķengarags il y a 19 arrêts, et dans le sens Ķengarags — Ausekļa iela il y a aussi 19 arrêts.
| N° | Arrêts               |
| -- | -------------------- |
| 1  | Kronvalda bulvāris   |
| 2  | Nacionālais teātris  |
| 3  | Nacionālā opera      |
| 4  | Centrāltirgus        |
| 5  | Maskavas iela        |
| 6  | Turgeņeva iela       |
| 7  | Elijas iela          |
| 8  | Daugavpils iela      |
| 9  | Mazā Kalna iela      |
| 10 | Balvu iela           |
| 11 | Lubānas iela         |
| 12 | Atpūtas centrs Lido  |
| 13 | Krasta masīvs        |
| 14 | Dienvidu tilts       |
| 15 | Ķengaraga iela       |
| 16 | Prūšu iela           |
| 17 | Rušonu iela          |
| 18 | Malnavas iela        |
| 19 | Eglaines iela / Dole |

| N° | Arrêts               |
| -- | -------------------- |
| 1  | Eglaines iela / Dole |
| 2  | Malnavas iela        |
| 3  | Rušonu iela          |
| 4  | Prūšu iela           |
| 5  | Ķengaraga iela       |
| 6  | Dienvidu tilts       |
| 7  | Krasta masīvs        |
| 8  | Atpūtas centrs Lido  |
| 9  | Lubānas iela         |
| 10 | Aiviekstes iela      |
| 11 | Mazā Kalna iela      |
| 12 | Daugavpils iela      |
| 13 | Elijas iela          |
| 14 | Turgeņeva iela       |
| 15 | Centrāltirgus        |
| 16 | Prāgas iela          |
| 17 | Nacionālā opera      |
| 18 | Nacionālais teātris  |
| 19 | Ausekļa iela         |

## Galerie

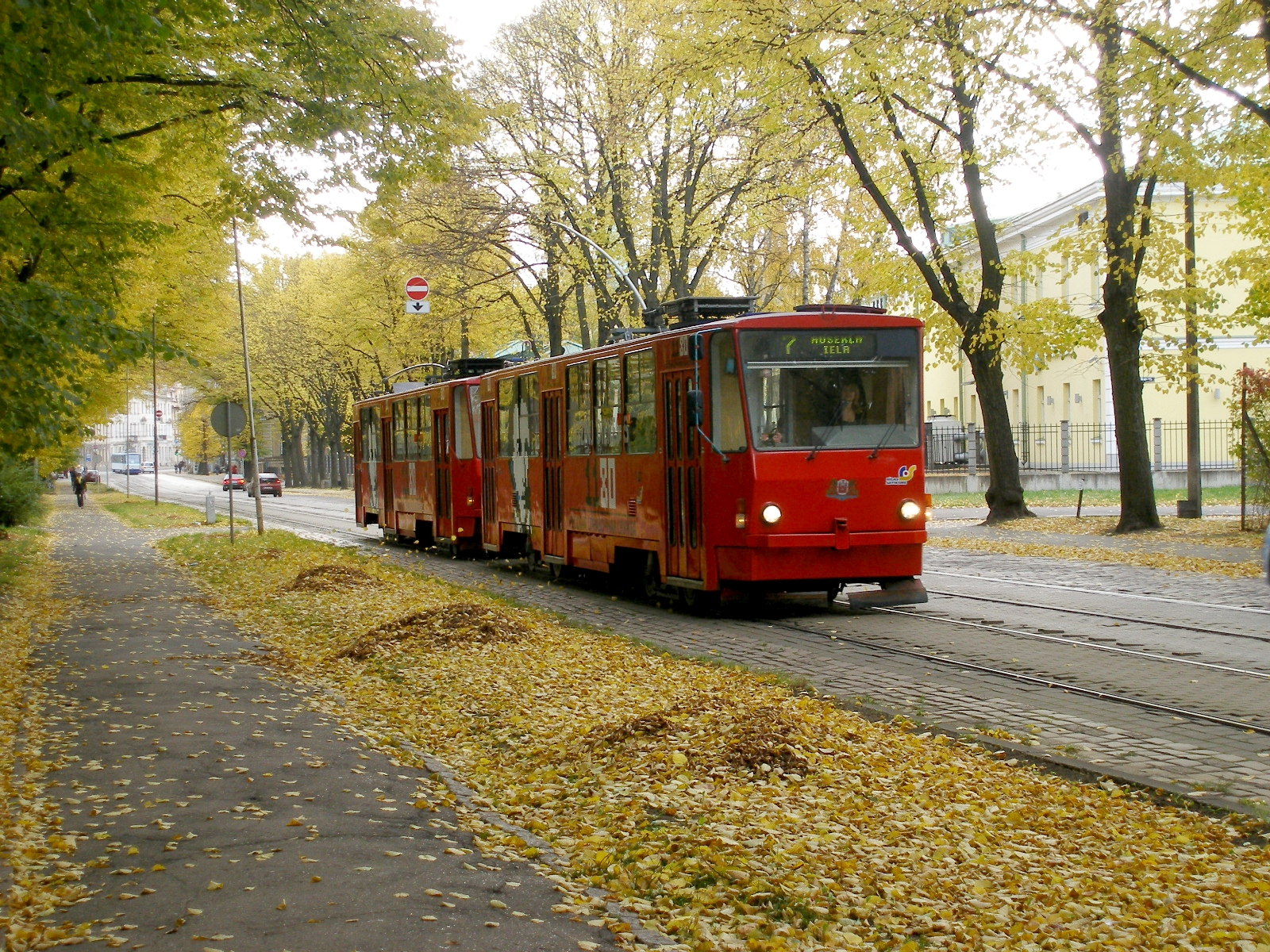
Kronvalda bulvārīs.
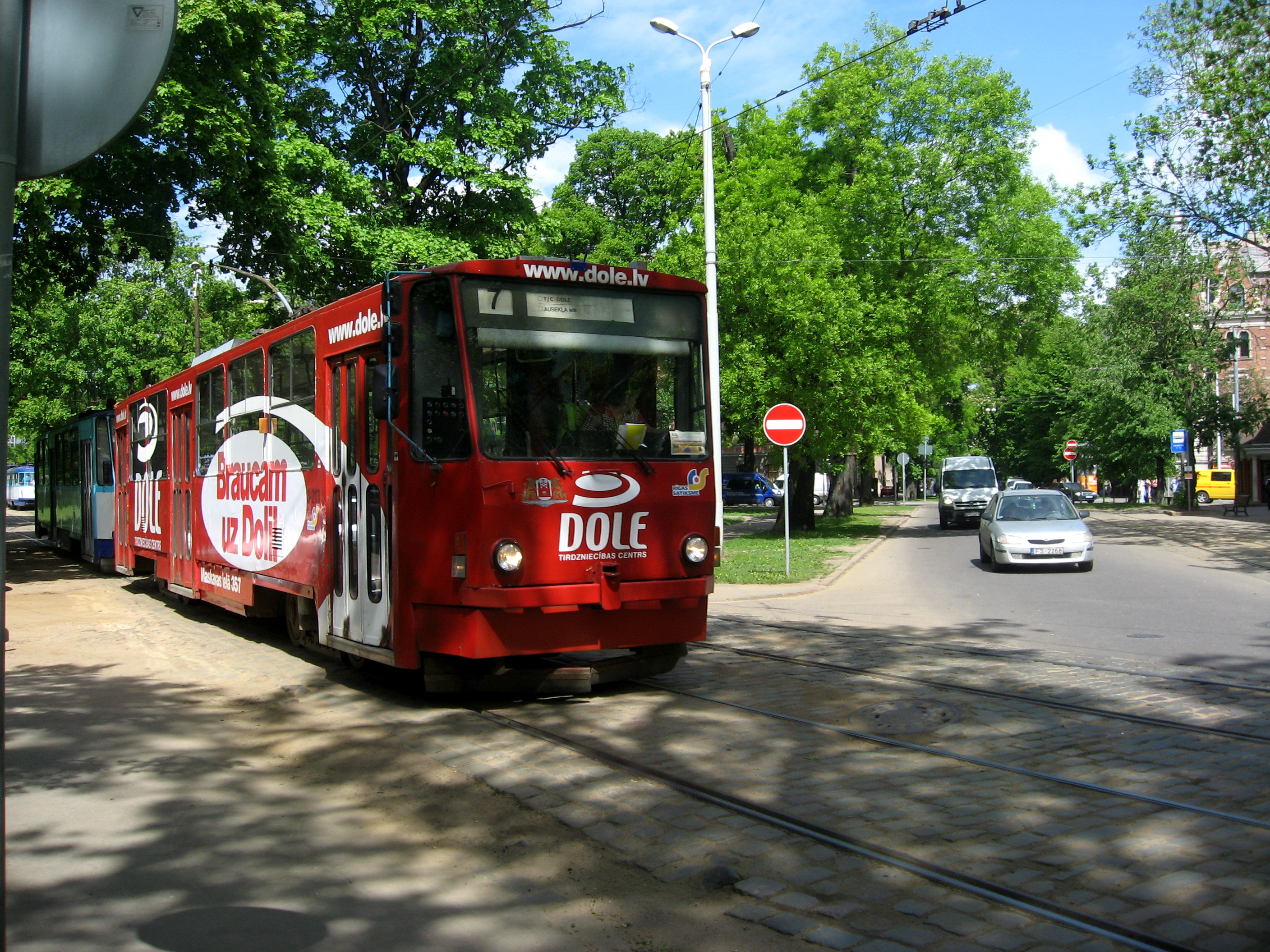
Kronvalda bulvārīs.
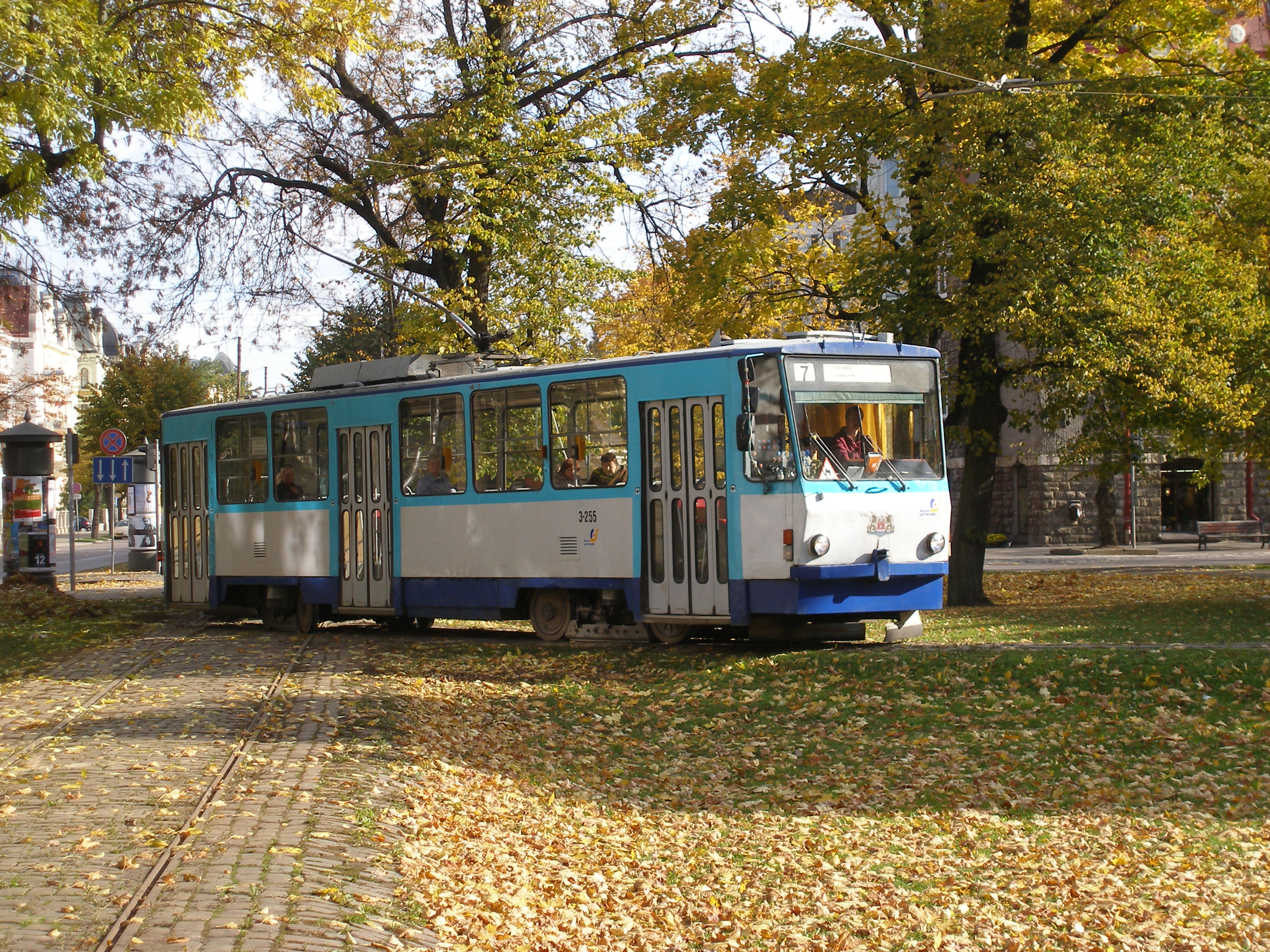
Ausekļa iela.
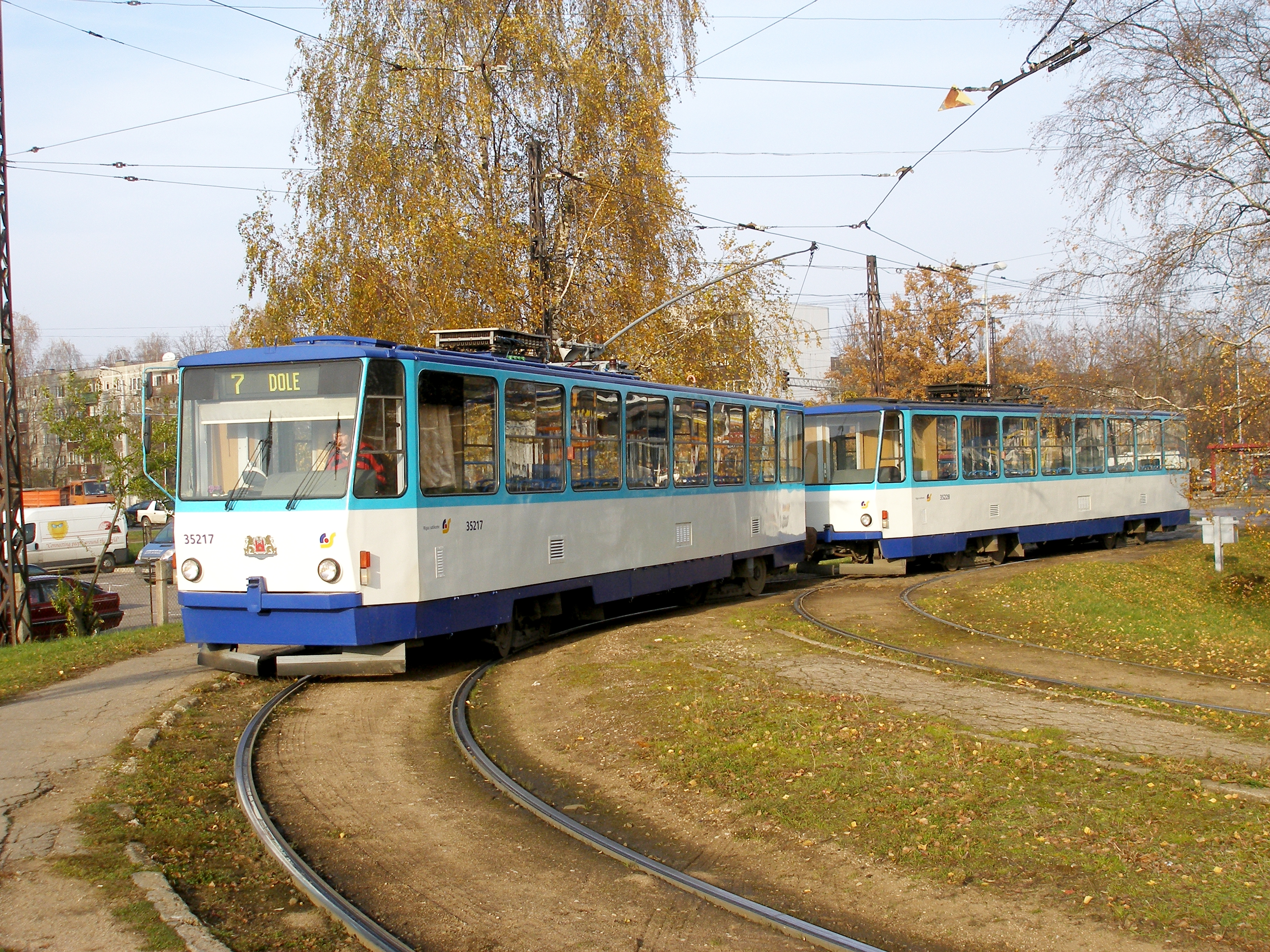
Centre commercial Dole.
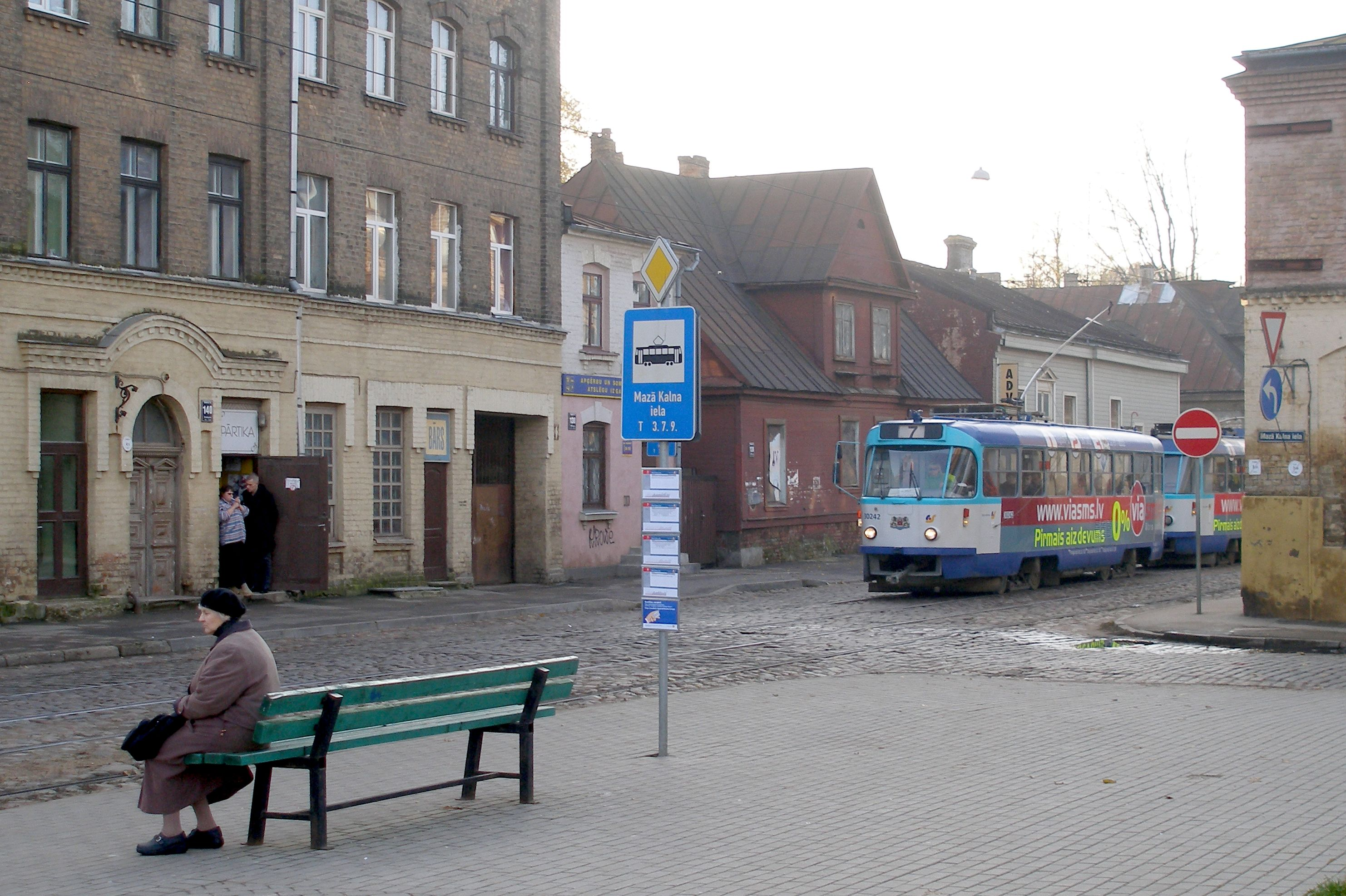
Mazā Kalna iela.
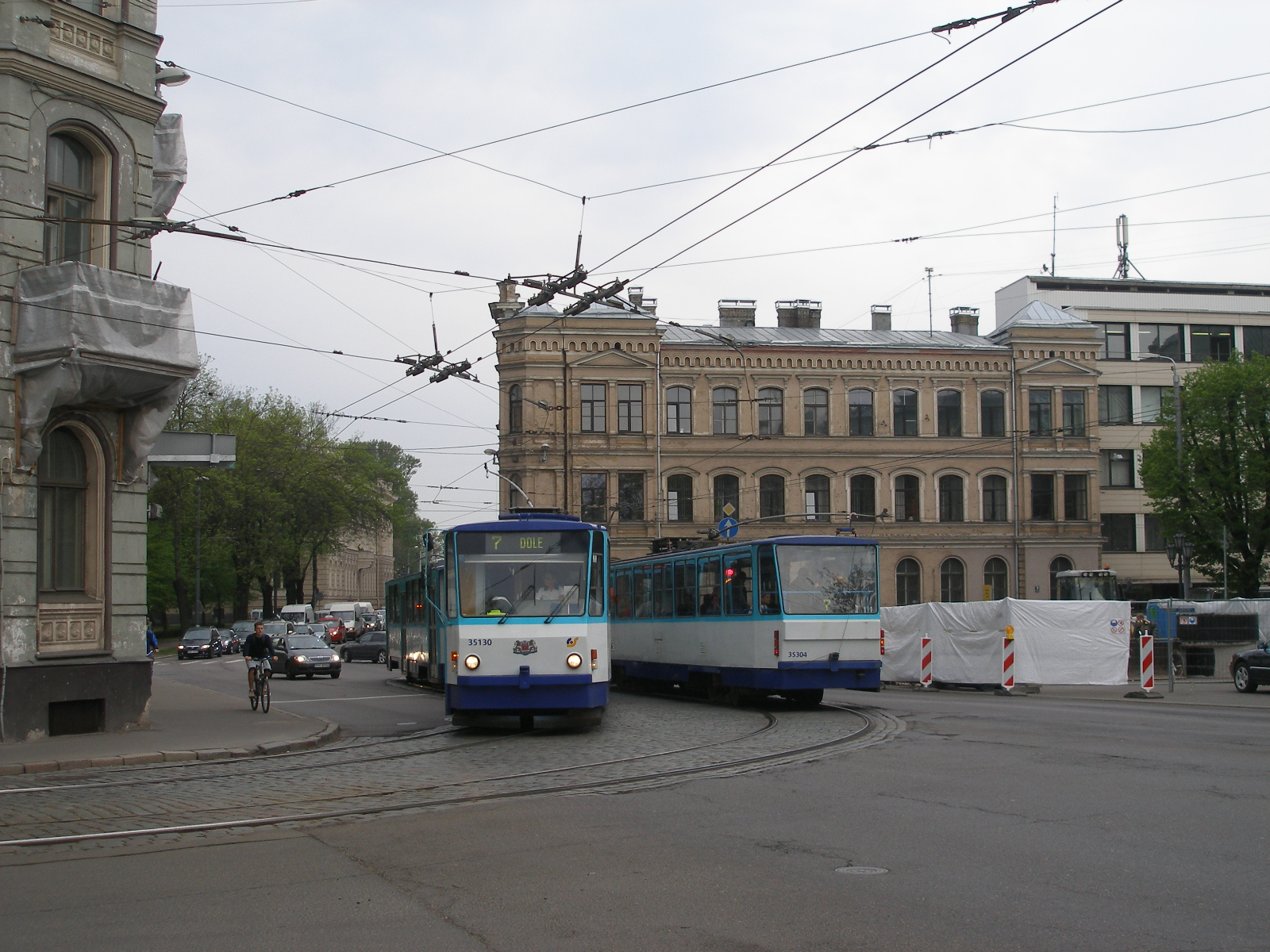
K. Valdemāra ielā
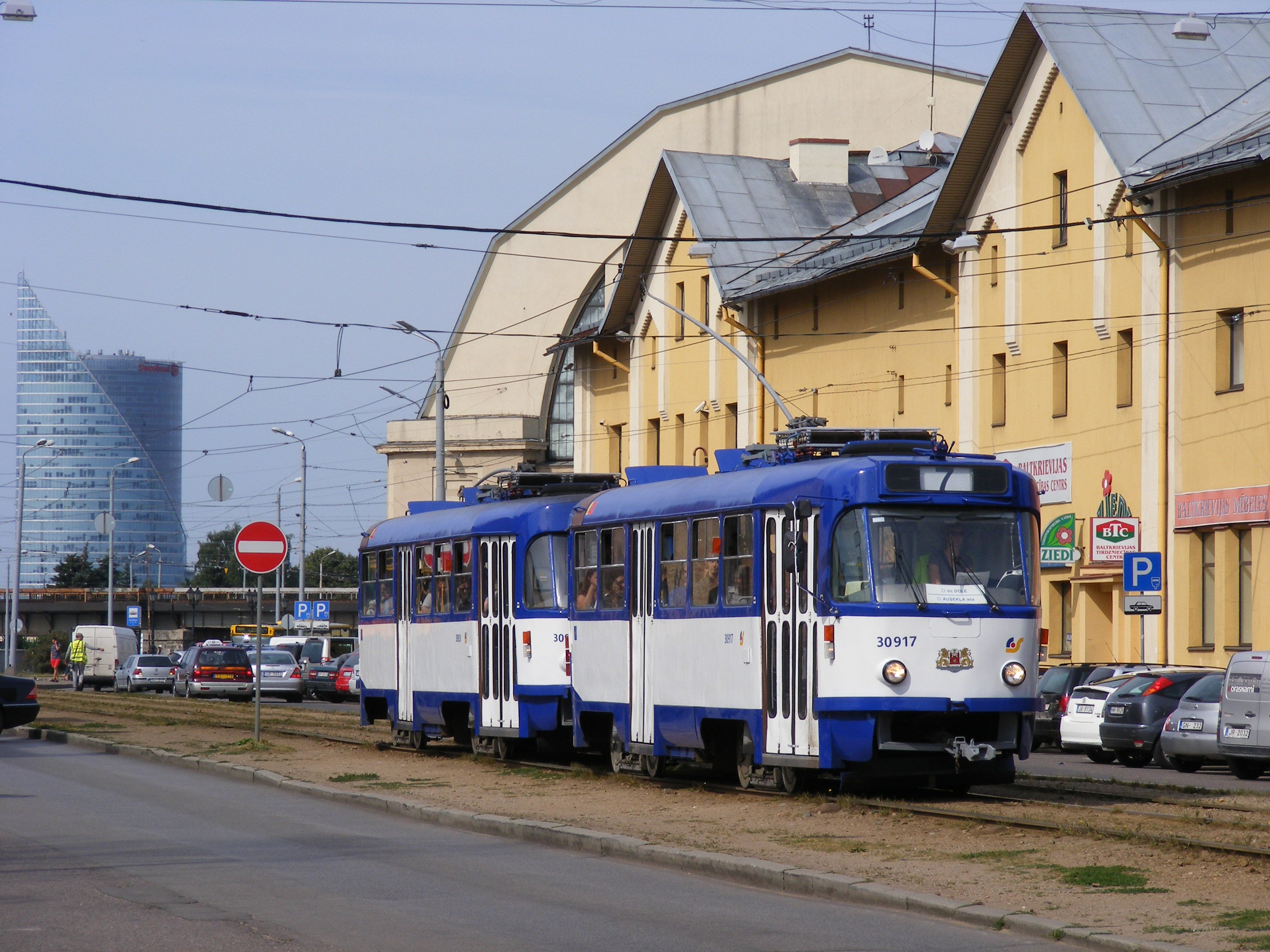
Maskavas ielā
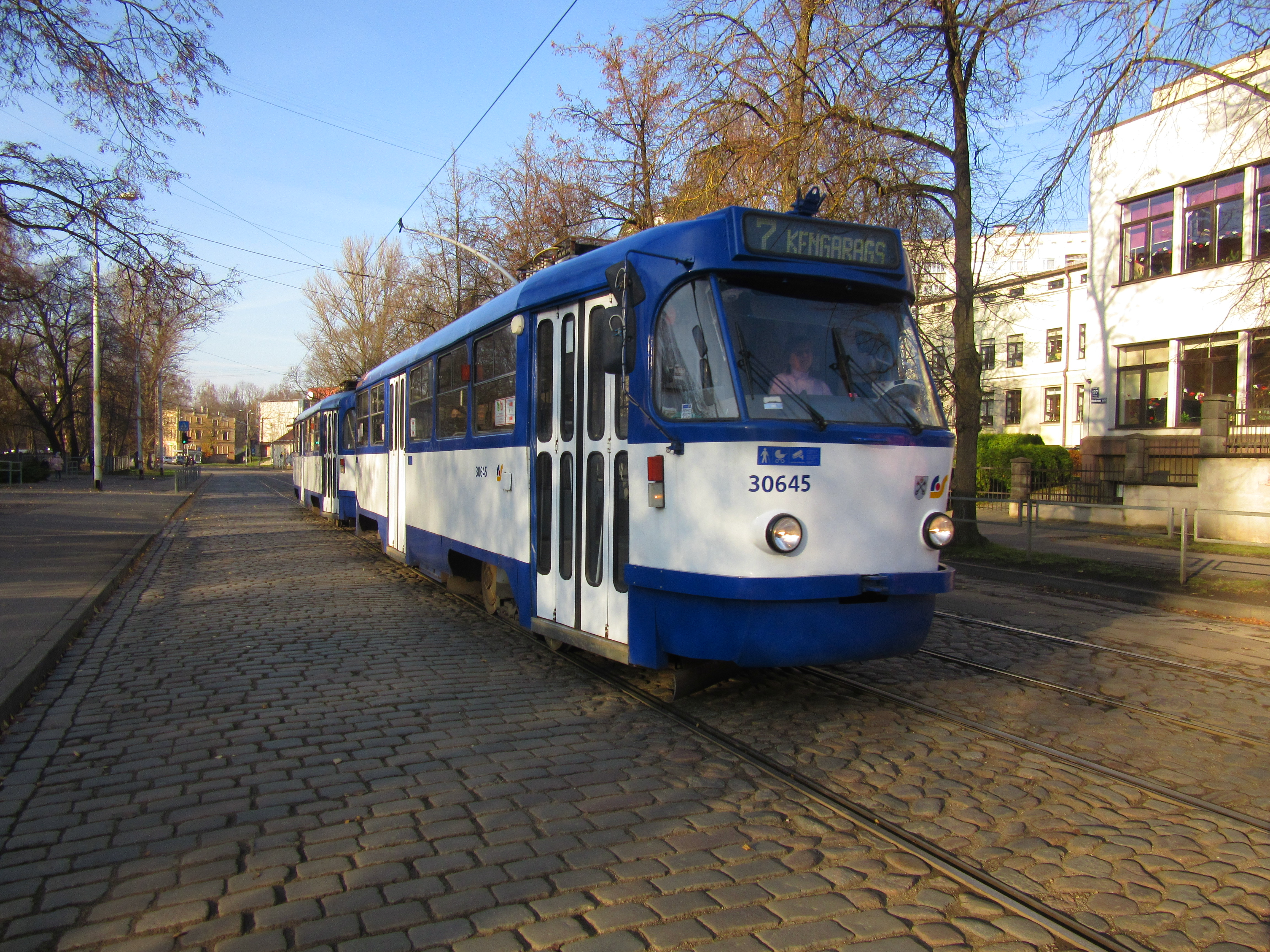
Maskavas ielā
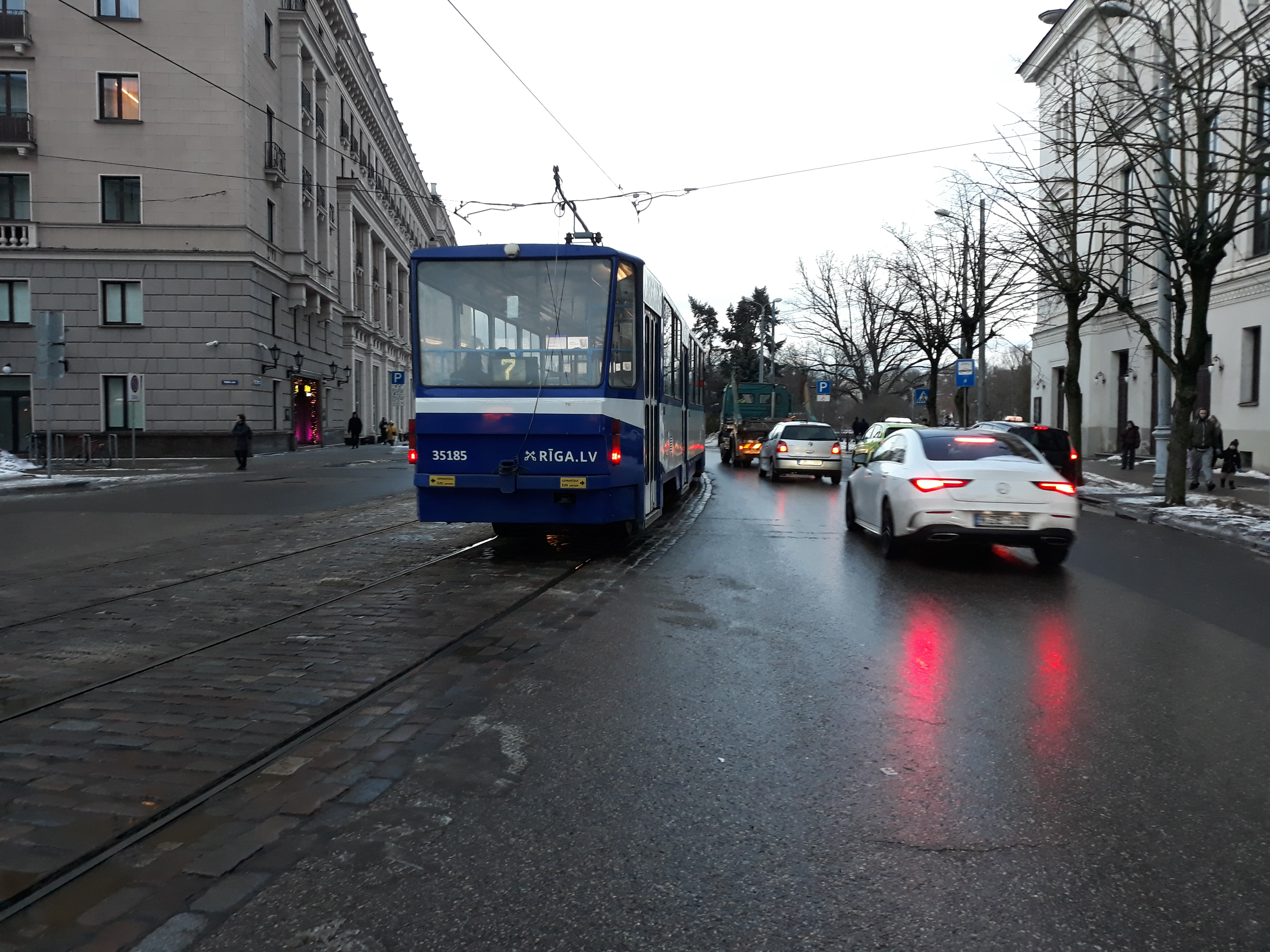
Aspazijas bulvārī
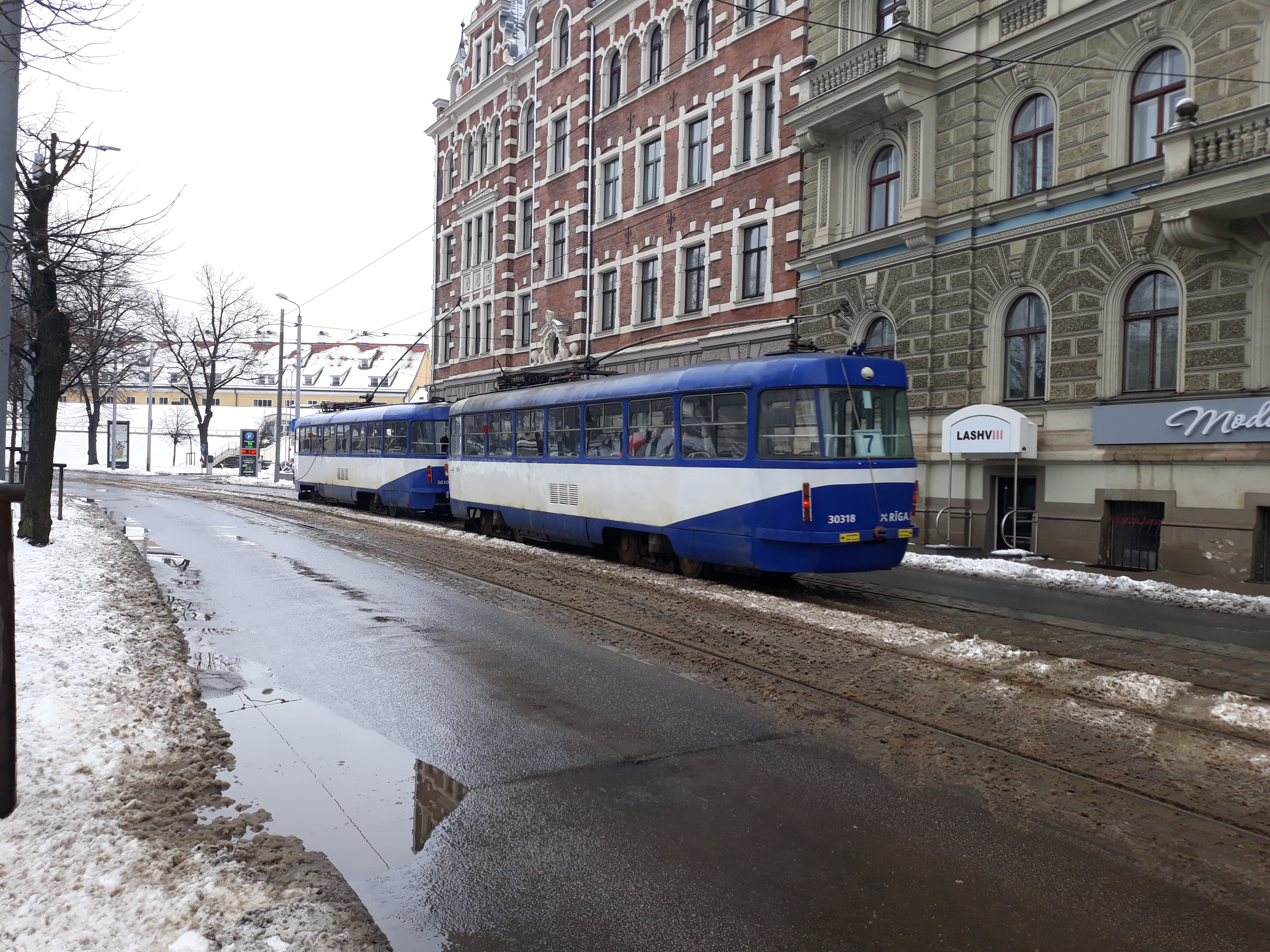
Z.A.Meierovica bulvārīs
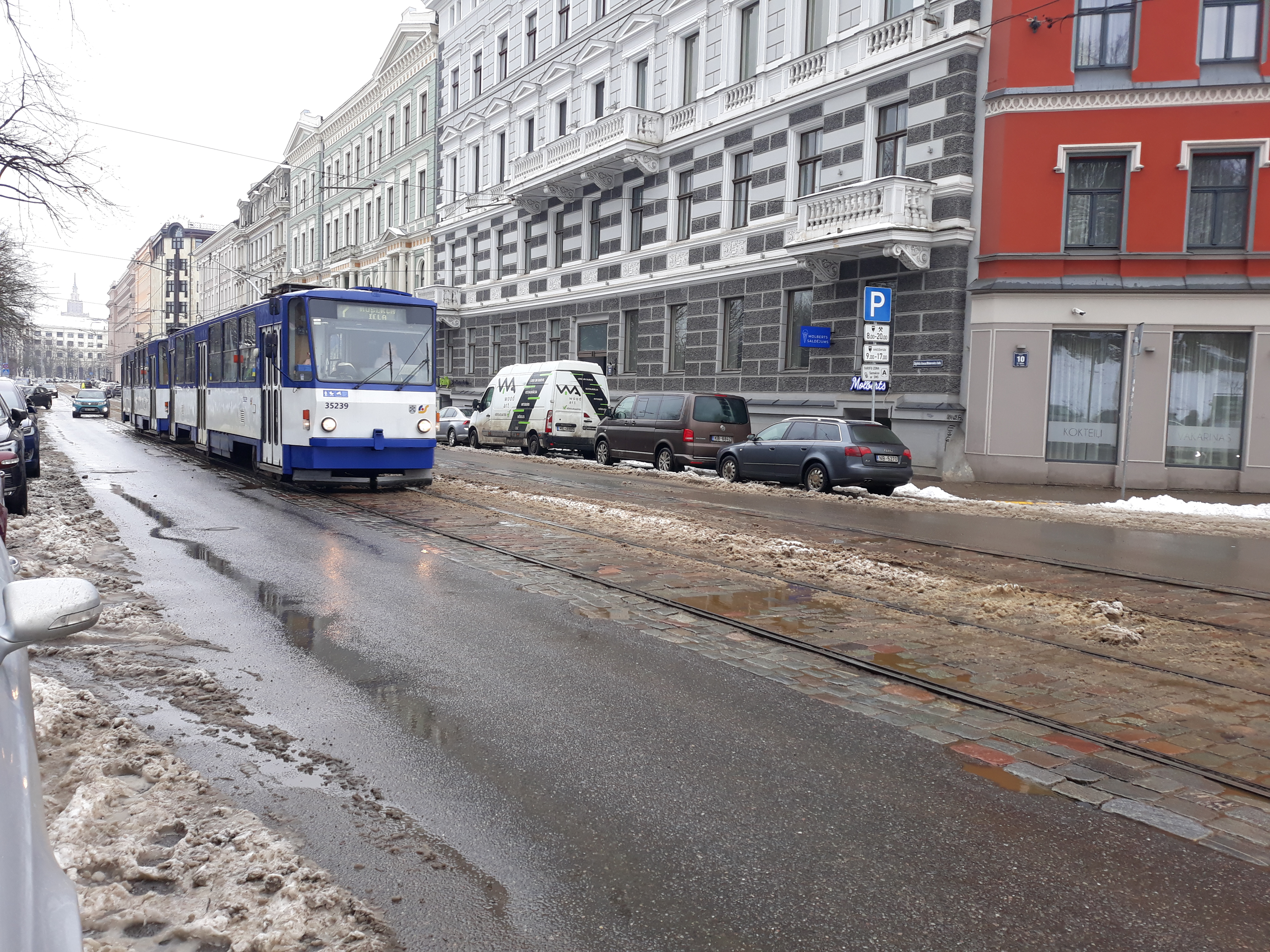
Z.A.Meierovica bulvārīs